# Leotar
 Ovo je glavno značenje pojma Leotar. Za nogometni klub iz Trebinja pogledajte FK Leotar Trebinje.
Leotar je planina u općini Trebinju, Republika Srpska, BiH. Najviši vrh Leotara se nalazi na nadmorskoj visini od 1244 metara. Planina Leotar se nalazi sjeverno iznad grada Trebinja u regiji Istočna Hercegovina. Na Leotaru se nalazi važan tv odašiljač Radio televizije Republike Srpske koji svojim signalom pokriva čitavo područje Istočne Hercegovine.
Naziv planine Leotar potječe od grčke riječi leios što znači svijetao (odnosno leioteros - svjetliji). Pravilan naziv planine glasi Leutar ili Levtar, dok je u upotrebi najrašireniji naziv Leotar.
Trebinjski nogometni klub je dobio naziv po planini Leotar.